# نیک شینک
نیک شینک (به انگلیسی: Nick Schenk)(متولد ۱۲ نوامبر ۱۹۶۵) یک فیلم‌نامه‌نویس، آمریکایی که برای نوشتن فیلمنامه گرن تورینو در سال ۲۰۰۸، به او بهترین فیلمنامه اصلی را از هیئت ملی بازبینی فیلم اهدا کردند.

## فیلمنامه
- گرن تورینو (۲۰۰۸) [۲]
- قاضی (۲۰۱۴)
- مول (۲۰۱۸)
- ماچوی گریان (۲۰۲۱)